# Titin des Martigues
Pour plus de détails, voir Fiche technique et Distribution.
Titin des Martigues est un film français réalisé par René Pujol et sorti en 1938.

## Synopsis
À Paris, à la Foire du Trône, le forain Titin des Martigues file le parfait amour avec la jolie Yvette, ce qui suscite la jalousie de son rival Dix-de-Der qui va causer sa perte. Sans que cela entame sa jovialité provençale, Titin va s’essayer à divers petits boulots sans cesser de pousser la chansonnette.

## Fiche technique
- Titre : Titin des Martigues
- Réalisateur : René Pujol
- Scénario : René Pujol
- Dialoguistes : René Pujol
- Décors : Lucien Aguettand, Oubralsky
- Photographie : Fédote Bourgassof, André Bac
- Musique : Vincent Scotto
  - Lyrics : Ma chiquita  - Je n'ose pas vous le dire - Le tango merveilleux - Viens dans mes bras, dansons ![1] (Parole de René Savil et René Pujol et musique Vincent Scotto)
- Pays d’origine :  France
- Sociétés de production : Vondas Films (France), Les Films Malesherbes (France)
- Année de tournage : 1937
- Tournage extérieur : 
  - Paris
  - Bouches-du-Rhône : Martigues
- Pays :  France
- Format : noir et blanc — 35 mm — son monophonique
- Genre : film musical, comédie
- Durée : 98 minutes
- Date de sortie : 
  - France - 9 mars 1938

## Distribution
- Alibert : Titin
- Pierre Larquey : Lacroustille
- Paulette Dubost : Yvette
- Suzanne Dehelly : Totoche
- Raymond Aimos : Dix-de-Der
- Rellys : Papafar
- Marguerite Pierry : l’Américaine
- Gabrielle Fontan
- Jacques Louvigny
- René Sarvil